# 華君控股
華君控股有限公司，簡稱華君控股（英語：Huajun Holdings Limited，港交所：0377），前稱新洲印刷集團有限公司和新洲發展控股有限公司，是在1964年由蘇周艷屏家族創立的一家印刷公司，最初工廠是位於香港仔，後來已搬遷至中國內地東莞、上海等地區，現時由孟廣寶主管董事會主席。
股份自1993年4月19日在香港交易所主板上市，在2010年9月30日，孫粗洪和有關人士進行收購所有股份，因而成為主要大股東，原有董事一併辭退。

## 連結
- huajunholdings.com （页面存档备份，存于）